# Мстислав Ярославич Немой
Мстислав Ярославич Немой (ум. 1226) — князь Пересопницкий (1180—ок. 1220), Галицкий (1212—1213), Луцкий (ок. 1220—1226).
Младший сын Ярослава Изяславича Волынского и Киевского.

## Биография
В 1183 году Мстислав участвовал вместе со Святославом Всеволодовичем Киевским, Рюриком Ростиславичем, галицкими и переяславскими войсками в походе на половцев, завершившемся победой на реке Орели. В 1207 году вместе с Александром белзским ходил на Владимир-Волынский, а в 1211 году вместе с венграми, поляками и другими волынскими князьями пришел на помощь Даниилу Романовичу Галицкому в борьбе с князем Галицким Владимиром Игоревичем и его братом Романом.
После изгнания галицкими боярами Даниила и его матери и вторичного посажения их в Галиче венгерским королём Андрашем II Арпадом Мстислав был приглашён в Галич боярами в 1212 году. Даниил с матерью бежали в Венгрию, король снова пошёл на Галич. Мстислав был изгнан, и престол ненадолго занял боярин Владислав Кормиличич. Почти сразу краковским князем Лешеком Белым был организован поход на Галич, в котором участвовали и войска Мстислава.
По смерти старшего брата Ингваря (ок. 1220) Мстислав занял луцкий престол, оставив за собой Пересопницу.
В 1223 году Мстислав вместе с Даниилом участвовал в битве на реке Калке, в которой погибли двое его племянников: Изяслав Ингваревич Дорогобужский и Святослав Ингваревич Шумский.
Перед смертью завещал Луцк Даниилу Романовичу, поручив ему своего сына Ивана (вскоре умершего), в нарушение прав своих старших племянников Ярослава и Владимира Ингваревичей. Ярослав занял Луцк, но уступил его Даниилу в обмен на другие уделы.

## Семья и дети
Сведений о жене не сохранилось.
Дети:
- Иван Мстиславич (ум. 1227) — князь Луцкий.